# Гончарівка (Курська область)
Гончарівка (рос. Гончаровка) — слобода в Суджанському районі Курської області Російської Федерації.
Населення становить 2759 осіб. Входить до складу муніципального утворення Гончаровська сільрада.

## Історія
Населений пункт розташований на території українського етнічного та культурного краю Східна Слобожанщина.
Від 2004 року входить до складу муніципального утворення Гончаровська сільрада. 
6 серпня 2024 року було зайняте українськими військами в результаті Курського наступу.

## Населення
| 2002 | 2010  |
| ---- | ----- |
| 2648 | ↗2759 |